# Nogarola (famiglia)

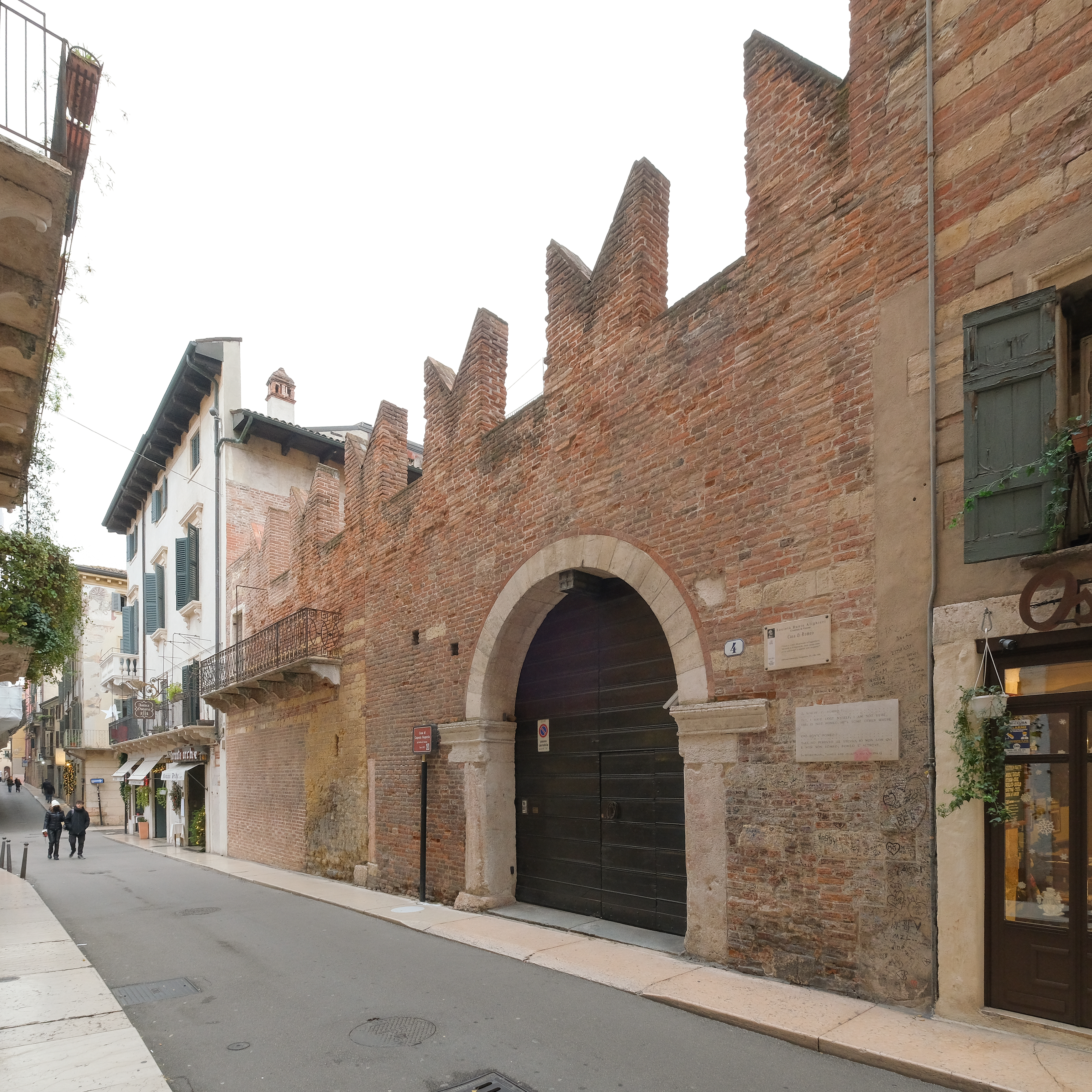
Verona, Palazzo Nogarola

I Nogarola (o Da Nogarole, De Nogarolis) sono stati una nobile famiglia di Verona. Originaria della Contea d'Armagnac in Francia, si trapiantò in Italia probabilmente nel IX secolo. Feudatari degli Estensi, grazie ad essi fondarono il castello di Nogarole, al confine col mantovano, da cui presero il nome. Un ramo della famiglia si insediò in Verona nel XIII secolo, dove parteggiò per gli Scaligeri.
Nel 1381 Bartolomeo II della Scala fu ucciso fuori dal Palazzo Nogarola, causando sofferenze alla famiglia.

## Personaggi illustri
- Zonfredo Nogarola (?-1277)
- Antonio Nogarola (?-1277), assassinato assieme a Mastino I della Scala, signore di Verona
- Bailardino Nogarola (1270-1339), figlio di Zonfredo, diplomatico e consigliere di Cangrande I della Scala
- Antonia Nogarola (XV secolo), scrittrice, sposò Antonio d'Arco
- Ginevra Nogarola (XV secolo), scrittrice, sposò Brunoro Gambara
- Angela Nogarola (1380 – 1436), scrittrice e poeta
- Laura Nogarola (XV secolo), scrittrice
- Isotta Nogarola (1418-1466), umanista
- Leonardo Nogarola (XV secolo), fratello di Isotta, religioso e letterato
- Lodovico Nogarola (XVI secolo), letterato
- Luigi Nogarola (1669-1715), poeta
- Taddeo Nogarola (1729-?), gesuita, teologo e letterato
- Michele Nogarole (?-1976), sposò Antonia Cervo (1914-2003)
- Giovanni Nogarole (1943-), gastronomo in Germania, nato ad Arzignano (VI)
- Gianpaolo Nogarole (1977-), architetto
- Roberta Nogarole (1979-), gastronoma in Germania
- Dino Nogarole (1981-)
- Giulia Nogarole (2003-), figlia di Roberta Nogarole
- Greta Mathilda Nogarole (2017-), figlia di Dino
- Taddeo Elia Nogarole (2019-), figlio di Gianpaolo

## Arma
D'azzurro, a tre bande merlate d'oro.